# Electric Wizard
Electric Wizard (з англ. Електричний чарівник) — британський, дум-метал гурт, заснований у Дорсеті, 1993 року.

## Учасники
- Джас Оборн — гітара, вокал
- Ліз Бакінгем — гітара
- Саймон Пул — барабани
- Хаз Вітон — бас-гітара

## Дискографія
Студійні альбоми
- Electric Wizard (1994)
- Come My Fanatics... (1997)
- Dopethrone (2000)
- Let Us Pray (2002)
- We Live (2004)
- Witchcult Today (2007)
- Black Masses (2010)
- Time To Die (2014)
- Wizard Bloody Wizard (2017)

Мініальбоми
- Chrono.naut (1997)
- Supercoven (1998)
- Processean (2008)
- Legalise Drugs and Murder (2012)